# Mariannita Luzzati
Mariannita Luzzati (27 de diciembre de 1963) es una artista visual brasileña nacida en São Paulo (SP), reconocida por su extenso estudio de los paisajes.

## Biografía
Pintora, grabadora, dibujante y videoartista, Mariannita Luzzati estudió en el Istituto per L'Arte e il Restauro (Palazzo Spinelli) en Florencia, Italia y después en Brasil con los artistas Carlos Fajardo, Carmela Gross y Evandro Carlos Jardim en São Paulo, realizando sus primeras exposiciones institucionales a fines de la década de 1980 y participando en los Salones de Arte Contemporáneo de São Paulo, Río de Janeiro y Curitiba. [cita requerida]
En 1991, recibió el Premio Brasilia de Artes Plásticas del XII Salón Nacional de Artes Plásticas; y fue premiada en el International Print Exhibition del Machida City Museum of Graphic Arts en Tokio. Desde entonces, su obra comenzó a ganar repercusión, pasando a hacer parte de exposiciones y colecciones institucionales de arte contemporáneo en Brasil y en el exterior, entre ellas: Pinacoteca do Estado de São Paulo - Estação Pinacoteca; MAM - Museo de Arte Moderno de São Paulo Museo Nacional de Río de Janeiro Haus der Kulturen der Welt, en Berlín Museo de Londres Museo Británico de Londres y representó a Brasil en la 22.ª Bienal Internacional de São Paulo.
Fue una de las artistas escogidas para la exposición "Mulheres Artistas e Brasileiras" realizada en honor a la Presidenta Dilma Rousseff en 2011 en el Palácio do Planalto de Brasilia (Brasil) con motivo de la visita del Presidente de los Estados Unidos, Barack Obama, a Brasil.
En 2011, Mariannita Luzzati concibió y desarrolló el proyecto Cinemúsica, en sociedad con su esposo, el pianista Marcelo Bratke, cuya propuesta fue llevar a las penitenciarías brasileñas una performance multimedia a través de la cual imágenes en movimiento de la naturaleza dialogan con la obra de Heitor Villa-Lobos inspirada en la naturaleza. El proyecto Cinemúsica fue presentado en 10 cárceles del Estado de São Paulo, cuando se produjo un documental sobre el proyecto con la autoría de Luzzati. Desde entonces, Cinemúsica también se presenta en instituciones culturales de Brasil y del exterior, entre ellas el MIS - Museo de Imagen y Sonido, en São Paulo; Festival of the World 2012 en el Southbank Centre de Londres; Festival de Invierno de Sarajevo (Bosnia); Sala São Paulo y Fundação Brasilea en Basilea, Suiza, entre otras. El proyecto Cinemúsica tuvo más de 60 funciones nacionales e internacionales y recibió el premio The Art of Touch en el Festival de Invierno de Sarajevo en 2013.
En 2016, Mariannita Luzzati fue nominada al Premio Pipa.
En 2021, el Instituto Figueiredo Ferraz (Ribeirão Preto, Brasil), celebrando su 10° aniversario de actividades, realizó una gran exposición retrospectiva sobre la obra de Mariannita Luzzati, titulada “Paisajes Posibles”.

## Premios
- 1990 - Premio Adquisición XI Exposición de Grabado de la Ciudad de Curitiba
- 1991 - Primer Premio Salón de Arte de Ribeirão Preto[4]
- 1991 - Primer Premio - Premio Brasilia de Artes Plásticas - XII Salón Nacional de Artes Plásticas[1]
- 1993 - Premio Adquisición. Exposición de grabado - Museo de Artes Gráficas de la Ciudad de Machida, Tokio, Japón[2]
- 2007 - Beca Iberê Camargo - Estudio de Grabado
- 2015 - Festival de Invierno de Sarajevo - Premio Art of Touch (Cinemusica)[10]